# Great Harbour
Great Harbour est une ville des Bahamas située sur Great Harbour Cay, principale île de l'archipel et district des Îles Berry, dans la partie nord-ouest du pays, à 90 km au nord-ouest de la capitale Nassau.
La population de l'île est de 353 habitants au recensement de 2010. L'île dispose d'un aérodrome avec une piste de 1 400 mètres.
Le climat de la savane règne dans la région. La température moyenne annuelle dans la région est de 23 °C. Le mois le plus chaud est Juin, avec une température moyenne de 26 °C, et le plus froid, janvier, avec 20 °C. Les précipitations annuelles moyennes sont de 1 528 millimètres. Le mois le plus humide est celui de Mai avec 212 mm de précipitations en moyenne et le plus sec de Janvier avec 26 mm de précipitations.